# 廣田恵子
廣田 恵子（ひろた けいこ）は、日本の地方公務員。女性初の三重県教育委員会教育長を経て、女性初の三重県副知事。

## 人物・経歴
三重県四日市市出身。名古屋大学経済学部卒業。1980年三重県入庁。三重県議会事務局総務課長や、三重県東京事務所長や、三重県雇用経済部長等を経て、2017年から女性初の三重県教育委員会教育長を務め、低迷が続いていた全国学力・学習状況調査の結果について全国平均を上回らせるなどした。2020年任期満了に伴い退任した渡邉信一郎の後任として女性初の三重県副知事に就任。2021年9月13日三重県知事職務代理者を務める。